# Carrozzeria Coggiola
Coggiola är ett italienskt företag inriktat på bilformgivning.
Firman grundades 1966 av Sergio Coggiola (1928 – 1989). Efter 14 år på Ghia (där Pietro Frua hade varit hans chef) ville han öppna eget.
Coggiola specialiserade sig på prototyping av serietillverkningsbilar, men även ”concept cars”. Några av Coggiolas arbeten är Lancia Fulvia, Alpine A310, Lamborghini Portofino och Renault Megane.
1970 gjorde han designen för Saab Sonett III.
Coggiola har haft ett långt samarbete med Volvo. Detta har resulterat i flera prototyper som ibland även har blivit serietillverkade bilar, t.ex. 1800IT, Volvo 1800ES (som prototypades under namnet "Beach Car"), ett förslag till efterföljare till Volvo P1800, kallat "1800ESC" samt Volvo 262C, den s.k. "Tre Kronor".  